# Faithe Herman
Faithe Herman (San Diego, California, 27 de diciembre de 2007) es una actriz estadounidense, conocida por su trabajo en This Is Us (2016) y ¡Shazam! (2019).

## Vida personal
Herman nació en 2007 y vive en San Diego, California. Su padre, Karvarees, trabajó en la Armada de los Estados Unidos. El nombre de su madre es Donna. Es la hija menor de cinco hermanos, incluidas tres hermanas Aaysia, Esence y Ceymone. Herman tomó clases de ballet a los siete años durante dos años. Ella asiste a la escuela pública.

## Carrera
Herman comenzó a actuar a los cinco años, junto con sus hermanas. Primero hicieron un trabajo de fondo con Kids Management, después de lo cual su madre los contrató con un agente.
Su papel revelación fue como Annie Pearson en el programa de televisión This Is Us del 2016. Antes de asegurar el papel de Annie, inicialmente memorizó las líneas para los papeles de Annie y su hermana Tess, sin saber para qué papel estaba audicionando. Tras el éxito de This Is Us, Herman protagonizó en 2018 un comercial de Subaru y obtuvo su primer papel importante en una película en ¡Shazam!, estrenada en 2019, como Darla Dudley. Repitió el papel en la secuela ¡Shazam! La furia de los dioses (2023).

## Premios
Herman ganó dos premios del Sindicato de Actores de la Pantalla en la misma categoría por Mejor reparto de televisión - Drama por su trabajo en This Is Us, en 2018 y 2019.

## Filmografía

### Películas
| Año  | Título                          | Papel        | Notas  |
| ---- | ------------------------------- | ------------ | ------ |
| 2017 | Bodied                          | Grace        | [ 16 ] |
| 2019 | ¡Shazam!                        | Darla Dudley | [ 17 ] |
| 2023 | ¡Shazam! La furia de los dioses | Darla Dudley | [ 18 ] |

### Televisión
| Año     | Título         | Papel             | Notas                               |
| ------- | -------------- | ----------------- | ----------------------------------- |
| 2016    | Criminal Minds | Morgan Kid        | Episodio: "Derek"                   |
| 2016–22 | This Is Us     | Annie Pearson     | 83 episodios                        |
| 2019    | Watchmen       | Young Angela Abar | Episodio: "An Almost Religious Awe" |